# Sự kình địch giữa hai đội tuyển bóng đá Đức và Hà Lan
Sự kình địch giữa hai đội tuyển Đức và đội tuyển Hà Lan là một trong số những sự kình địch có lịch sử lâu đời ở cấp độ đội tuyển quốc gia. Nó bắt nguồn từ năm 1974 khi đội tuyển Hà Lan bị đội tuyển Tây Đức đánh bại trong trận chung kết tại Giải vô địch bóng đá thế giới 1974 (mặc dù nguyên nhân sâu xa là do tư tưởng bài Đức của người Hà Lan được hình thành từ lúc Đức chiếm đóng Hà Lan trong chiến tranh thế giới thứ hai). Sự đối đầu giữa hai đội tuyển này đã trở thành một trong những màn đối đầu kinh điển nhất trên thế giới.
Cả hai đội tuyển đều nằm trong số những đội tuyển mạnh nhất theo hệ số Elo, họ đã gặp nhau tổng cộng 44 lần (trong đó có 14 trận ở các giải đấu chính thức) với kết quả là 16 chiến thắng dành cho Đức, 12 chiến thắng dành cho Hà Lan và 16 trận hòa.

## Lịch sử

### 1974-88
Đối với người Hà Lan, nguồn gốc của màn đối đầu này bắt nguồn từ chủ nghĩa bài Đức từ thời kỳ chiến tranh thế giới thứ hai. Trong khoảng thời gian 5 năm bị Đức chiếm đóng, 250.000 người Hà Lan đã chết và toàn bộ đất nước Hà Lan rơi vào cảnh hoang tàn. Vì thế nên bên cạnh yếu tố thể thao, những trận đấu giữa hai đội từ lúc kết thúc chiến tranh cho đến năm 1988 thường là những trận đấu thường mang nặng yếu tố chính trị và sự thù ghét của người Hà Lan dành cho người Đức, qua thời gian thì thái độ thù địch giữa hai quốc gia cũng đã giảm dần.
Tôi không quan tâm tỉ số như thế nào. 1-0 cũng là đủ miễn là chúng tôi có thể khiến họ chuốc lấy thất bại nhục nhã. Tôi ghét người Đức. Họ đã giết cả gia đình tôi. Cha tôi, chị tôi, hai người em trai của tôi. Cứ mỗi khi gặp người Đức thì sự hận thù lại trỗi dậy trong tôi.— Wim van Hanegem (b. 1944), tiền vệ tuyển Hà Lan